# Теопетра
Тео̀петра или Кувѐлци (на гръцки: Θεόπετρα, до 1928 Κουβέλτσι, Кувелци) е село в Централна Гърция, част от дем Метеора на област Тесалия. Според преброяването от 2001 година има 697 жители.

## География
Селото е разположено на 6 километра югоизточно от Каламбака и на 15 северно от Трикала.